# Лари (божанства)
Лари (архаични lasēs, једнина lar) су били божанства чувари у староримској религији. Њихово порекло је неизвесно; можда су били јунаци-преци, чувари огњишта, поља, граница, или плодности, или мешавина ових.
Веровало се да лари посматрају, штите и утичу на све што се дешавало унутар граница њихове локације или функције. Статуе домаћих лара стављале су се за сто за време породичних оброка; чини се да су њихово присуство, култ и благослов били потребни на свим важнијим породичним догађајима.
Римски писци их понекад поистовећују или спајају са божанствима предака, домаћим пенатима и огњиштем.
Због ових асоцијација, лари се понекад категоришу као кућни богови, али неки су имали много шире домене. Путеви, морски путеви, пољопривреда, сточарство, насеља, градови, држава и њена војска били су под заштитом њихових посебних лара. Они који су штитили локална насеља (vici) били су смештени у светиштима на раскршћу (Compitalia), која су служила као фокус за верске, друштвене и политичке животе њихових локалних, претежно плебејских заједница. Њихови култни службеници укључивали су ослобођенике и робове, иначе искључени статусом или имовинским квалификацијама из већине административних и верских функција.
У поређењу са главним божанствима Рима, лари су имали ограничену моћ, али археолошки и књижевни докази сведоче о њиховој централној улози у римском идентитету и верском животу. По аналогији, Римљанин који се враћа кући могао би се описати као повратак ad Larem (у Лар). Упркос званичним забранама нехришћанских култова од касног четвртог века нове ере па надаље, незванични култови лара су постојали најмање до раног петог века нове ере.

## Порекло и развој
Етрурски суседи архаичног Рима практиковали су домаће, предачке или породичне култове веома сличне онима које су каснији Римљани нудили својим ларима.  Чини се да сама реч потиче од етрурског lar, lars, или larth, што значи „господар“.  Старогрчки и римски аутори нуде „хероје“ и „демоне“ као преводе „лара“; рани римски драмски писац Плаут (око 254–184. п. н. е.) користи Lar Familiaris као чувара блага у име породице, који је еквивалентан употреби херона (као хероја предака) од стране грчког драматурга Менандра.  Вајнсток предлаже старију еквивалентност лара и грчког хероја, на основу латинске посвете из четвртог века пре нове ере римском претку-хероју Енеју као Лару. 
Ниједан физички приказ лара није преживео од пре касне републиканске ере. До ране царске ере, они су постали упарена божанства, вероватно захваљујући утицајима грчке религије – посебно, херојских близанца Диоскура – и иконографије полубожанских близанаца оснивача Рима, Ромула и Рема. Лари су представљени као две мале, младалачке, живахне мушке фигуре обучене у кратке, рустичне, опасане тунике – направљене од псеће коже, према Плутарху.  Заузимају плесачки став, на прстима или балансирајући на једној нози. Једна рука подиже рог за пиће (ритон) увис као да нуди здравицу; други носи плитку посуду за либацију (патера). Компиталија светилишта из истог периода приказују фигуре лара истог типа. Осликане светиње упарених лара приказују их у позама у огледалу лево и десно од централне фигуре, за коју се сматра да је гениј предака.

## Њихови домени
Лари су припадали „ограниченом физичком домену“ под њиховом заштитом, и чини се да су били безбројни као и места која су штитили. 
- Lares Augusti: Августови лари су били култни у доба првог Августа, на тај начин идентификовани са даном инаугурације царских римских магистрата и са самим Августом. Званични култ Lares Augusti се наставио од њихове институције до 4. века нове ере. [8]
- Lares Compitalicii: лари локалних заједница или насеља, који се славе на фестивалу Compitaliа. Њихова светилишта су обично била позиционирана на главним централним раскрсницама и представљала су фокус за верски и друштвени живот заједница, посебно за плебејске масе. [9][10]
- Lares Domestici: лари из куће, вероватно су били идентични са Lares Familiares.
- Lares Familiares: лари из породице, вероватно идентични са Lares Domestici
- Lares Grundules: 30 "роктајућих лара", наводно су добили олтар и култ од Ромула или Енеје када је крмача чудесно опрасила 30 прасади. [11][12] Према Дионисију из Халикарнаса, место где је крмача донела прасад и Енеја приносила жртву било је свето и забрањено странцима. Причало се да се тело крмаче чува у Лавинијуму, у сланом раствору као свети предмет. [13]
- Lar Militaris: „војни лар“, који је Марцијан Капела назвао чланом две различите култне групе које укључују Марс, Јупитер и друга главна римска божанства. [14] Палмер (1974) тумачи фигуру са вероватног олтарског рељефа као „нешто попут Lar Militaris-а “: он је у огртачу и седи на коњу на седлу од коже пантера. [15]
- Lares Patrii: лари "очева" су вероватно еквивалентни dii patrii (обоженим прецима) који су примили култ у Паренталији.
- Lares Permarini: Ови лари штитили су морепловце; посвећен им је и храм (од којих је један познат на римском Campus martius).
- Lares Praestites: лари града Рима, касније римске државе или заједнице; као чувари или стражари - били су смештени у држави Региа, у близини Вестиног храма, са чијим су богослужењем и светим огњиштем били повезани; изгледа да су заштитили Рим од злонамерне или разорне ватре.
- Lares Privati
- Lares Rurales: чувари поља – по Тибулусу [16]
- Lares Viales: лари са путева и оних који путују њима

## Домаћи лари
Традиционална римска домаћинства поседовала су најмање једну заштитну фигуру лара, смештену у светилишту заједно са сликама пената домаћинства, ликом генија и другим омиљеним божанствима. Њихове статуе су постављане за столом током породичних оброка и банкета. Били су божански сведоци у важним породичним приликама, као што су бракови, рађања и усвајања, а њихова светилишта су представљала верско средиште за друштвени и породични живот. 
Брига и култна посета домаћим ларима могли су да обухватају приносе спелте и житарица, медних колача и саћа, грожђа, вина и тамјана.  Могли су бити сервирани у било које време, а не увек намерно; поред формалних понуда за које се чини да су им припадале, свака храна која је пала на под током кућних банкета била је њихова.  У важним приликама, имућнија домаћинства су можда нудила свом лару свињу. 

### Лараријум
У раном царском периоду, кућна светилишта било које врсте била су позната као ларарије (с. лараријум) јер су обично садржавале једну или две фигуре лара. 
У домаћинствима скромног имовинског стања, мале статуете лара биле су постављене у зидним нишама, понекад само на подлози од плочица које вире из осликане позадине. У богатијим домаћинствима, обично су се налазиле у одајама за послугу и радним просторима.  У Помпеји, лари и лараријум софистициране, непретенциозне и уметнички суздржане куће Менандра  били су повезани са њеним одајама за слуге и пољопривредним имањем. Израда је била несофистицирана, "рустикална" и вероватно античког типа. Постављање лара у јавне или полу-јавне делове куће, као што је њен атријум, укључивало их је у спољашње, театралне функције кућне религије. 
Кућа Ветија у Помпеји имала је две ларарије; једна је била позиционирана ван погледа јавности, и вероватно је коришћена у приватним кућним обредима. Друга је била смело постављена испред куће, међу нередом митолошких зидних слика инспирисаних Грцима и разним статуама божанстава заштитника. 
Домаће ларарије су такође коришћене као свето, заштитно складиште за уобичајене симболе породичне промене и континуитета. У свом пунолетству, дечак је давао своју личну амајлију (bulla) свом лару пре него што је обукао своју мужевну тогу (toga virilis). Када му је прва брада ритуално одсечена, стављена је на чување лару.  У ноћи пре венчања, Римљанка је предавала своје лутке, лопте и наруквице својој породици лара, као знак да је пунолетна. На дан удаје, пренела је своју оданост ларима у кућу свог мужа тако што им је платила бакарни новчић на путу до новог дома. Још једну је платила свом новом домаћем лару, а једну свом мужу. Ако ју је брак учинио materfamilias, она је са супругом преузела заједничку одговорност за аспекте култа домаћинства. 

## Компиталија
Град Рим је био заштићен ларом, или ларима, смештеним у светилишту на древној, светој граници града.  Сваки римски vicus (пл. vici – административни округ) имао је своје комуналне ларе, смештене у сталном светилишту на централној раскрсници округа. Ови Lares Compitalicii су се славили на фестивалу Компиталија (од латинског compitum, раскрсница) непосредно после Сатурналија које су затварале стару годину. У „свечаним и раскошним“ обредима, свиња је вођена у слављеничкој поворци улицама округа, а затим је жртвована ларима у њиховом светилишту Компиталија. Култне понуде за ове ларе биле су углавном исте као и за домаће ларе; у касној републиканској ери, Дионисије из Халикарнаса описује понуде меденог колача из сваког домаћинства као древну традицију.  Сама Компиталија је објашњена као изум шестог римског краља, Сервија Тулија, чије су ропско порекло и наклоност према плебејцима и робовима љутила владајућу патрицијску касту у Риму и на крају изазвали његов пад; за њега се говорило да га је родио лар или неко друго божанско биће, од краљевске робиње. 
У неком периоду између 85 – 82. п. н. е., светилишта Компиталија су била у фокусу култа несрећног популаристичког политичара Марка Маријуса Гратидијана током његовог преторства. Шта се догодило са фестивалима и играма Компиталија непосредно након његовог јавног, ритуализованог убиства од стране његових противника није познато, али 68. п. н. е. игре су бар потиснуте као „неуређене“. 